# Alfred Struwe
Alfred Struwe (* 22. April 1927 in Marienburg; † 12. Februar 1998 in Potsdam) war ein deutscher Schauspieler.

## Leben

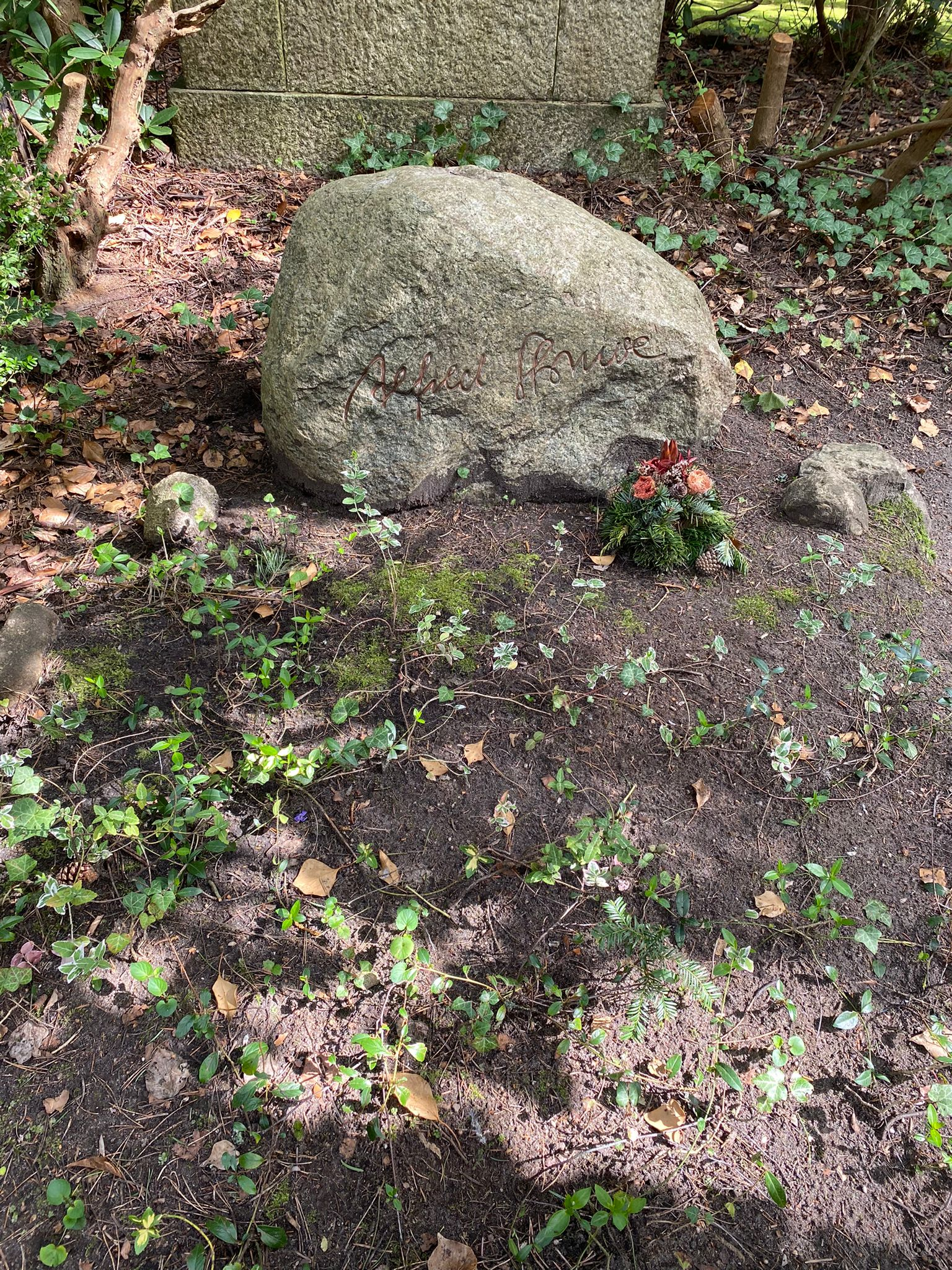
Grabstätte von Alfred Struwe

Als Sohn eines Postbeamten wuchs er gemeinsam mit fünf Geschwistern in Marienburg auf. In einem Kinderferienlager der Hitlerjugend stand Struwe erstmals auf der Bühne. Er wurde 1944 zum Reichsarbeitsdienst geschickt und anschließend zum Militär eingezogen. Nach dem Besuch der Offiziersschule in Hannover wurde er gemeinsam mit anderen Kameraden noch in den letzten Kriegstagen an die Front geschickt. Im Sommer 1945 fand er in Leipzig wieder zu seiner Familie. Da sein Vater Gustav Struwe dagegen war, dass sich der Sohn der Schauspielerei widmet, musste er stattdessen zunächst eine Polizeischule besuchen, bis diese 1948 geschlossen und auch er entlassen wurde.
Von da an konnte sich Alfred Struwe ganz der Schauspielerei widmen. Schon während seiner Polizeiausbildung spielte er nebenbei bereits an Laienbühnen und nahm privaten Schauspielunterricht. 1949 ging er ans Theater Greiz, danach folgten Gastengagements in Brandenburg, Zittau, Cottbus, Karl-Marx-Stadt und Dresden. Seinen ersten Auftritt vor der Kamera absolvierte Struwe im Jahr 1954 in der DEFA-Koproduktion Leuchtfeuer. Ab den 1960er-Jahren war Struwe dann in zahlreichen DEFA-Spielfilmproduktionen und in Produktionen des Deutschen Fernsehfunks zu sehen. Mehrfach verkörperte er dabei auch den Hitler-Attentäter Claus Schenk Graf von Stauffenberg. Zum Publikumsliebling in der DDR wurde Struwe ab 1985 vor allem durch seine Rolle als kauziger Zahnarzt Dr. Alexander Wittkugel in der Serie Zahn um Zahn. Diese war bereits von Anfang an ein solcher Erfolg, dass man die ursprünglich geplanten sieben Folgen gemäß Zuschauerwunsch fortsetzte und insgesamt 21 Folgen in drei Staffeln entstanden. Struwe wirkte als Schauspieler vor der Kamera von 1954 bis 1997 in über 120 Film-und-Fernsehproduktionen mit. Als infolge der Wiedervereinigung die Rollenangebote zurückgegangen waren, verlegte Struwe seine Haupttätigkeit wieder mehr auf das Theater.
Struwe war auch als Synchronsprecher aktiv und lieh dabei unter anderem Philippe Noiret und Michel Serrault seine Stimme.
Alfred Struwe war ab 1957 mit einer Tänzerin verheiratet. Aus der Ehe gingen zwei Töchter hervor, darunter die Schauspielerin Catharina Struwe.
Seine Schwester Irene Waldburg war auch Schauspielerin; sie hat mit ihrem Bruder im Film Das graue Chevrolet (1962) sowie im Fernsehfilm Ein Pfau wird gerupft gespielt; im letzten spielen beide ein Geschwisterpaar.
Alfred Struwe starb im Februar 1998 im Alter von 70 Jahren an den Folgen einer Herzerkrankung. Seine Grabstätte befindet sich auf dem Südwestkirchhof Stahnsdorf.

## Filmografie (Auswahl)
- 1954: Leuchtfeuer
- 1961: Letzte Nachrichten
- 1962: Das graue Chevrolet
- 1963: Geheimarchiv an der Elbe
- 1963: Vanina Vanini
- 1964: Zucker im Tee
- 1965: Gegensätzliche Leidenschaften
- 1966: Ohne Kampf kein Sieg
- 1967: Der Mann aus Kanada
- 1968: Die Toten bleiben jung
- 1968: Stunde des Skorpions
- 1968–1970: Ich – Axel Cäsar Springer (TV-Mehrteiler)
- 1969: Krupp und Krause (TV-Mehrteiler)
- 1969: Verdacht auf einen Toten
- 1970: Befreiung
- 1971: Ein Mann, der sterben muss
- 1971: KLK an PTX – Die Rote Kapelle
- 1971: Istanbul-Masche
- 1971: Osvobozhdenie [russ.]
- 1972: Die Bilder des Zeugen Schattmann
- 1972: Das Geheimnis der Anden
- 1972: Der Adjutant (Fernsehserie)
- 1973: Das unsichtbare Visier
- 1973: Die Hosen des Ritters von Bredow
- 1974: Wolz – Leben und Verklärung eines deutschen Anarchisten
- 1974: Rückkehr als Toter
- 1974: Ulzana
- 1974: Visa für Ocantros
- 1975: Fischzüge
- 1975: Mein lieber Kokuschinsky
- 1976: Im Staub der Sterne
- 1976: Leben und Tod des Ferdinand Luce (Жизнь и смерть Фердинанда Люса)
- 1976: Polizeiruf 110: Eine fast perfekte Sache (Fernsehreihe)
- 1977: Polizeiruf 110: Die Abrechnung
- 1977: Die arge Legende vom gerissenen Galgenstrick
- 1977: Osvobození Prahy [tschech.]
- 1978: Zwei Betten in der Hohen Tatra
- 1978: Ein Pfau wird gerupft
- 1978: Anton der Zauberer
- 1979: Bis daß der Tod euch scheidet
- 1980: Archiv des Todes (Fernsehserie)
- 1980: Oben geblieben ist noch keiner
- 1980: Jeśli serce masz bijące [poln.]
- 1980: Nicht verzagen, Trudchen fragen
- 1980: Wizja lokalna 1901 [poln.]
- 1981: Asta, mein Engelchen
- 1981: Der ungebetene Gast
- 1981: Zwei Freunde in Preußen
- 1981: Zwei Zeilen, kleingedruckt (Dwe strotschki melkim schriftom)
- 1981: Berühmte Ärzte der Charité: Der kleine Doktor
- 1982: Der lange Ritt zur Schule
- 1982: Dein unbekannter Bruder
- 1983: Verzeihung, sehen Sie Fußball?
- 1983: Automärchen
- 1983: Frühstück im Bett
- 1983: Die lieben Luder
- 1984: Der Staatsanwalt hat das Wort: Ein Kartenhaus (Fernsehreihe)
- 1984: Front ohne Gnade (Fernsehserie)
- 1984: Mensch, Oma! (Fernsehserie)
- 1984: Die Geschichte vom goldenen Taler
- 1985–1988: Zahn um Zahn (Fernsehserie)
- 1986: Zwei blaue Augen
- 1987: Sachsens Glanz und Preußens Gloria: Gräfin Cosel (TV-Mehrteiler)
- 1987: Vorspiel
- 1987: Maxe Baumann aus Berlin
- 1987: Magnat [poln.]
- 1988: Zillejören
- 1989: Polizeiruf 110: Variante Tramper
- 1989: Die Besteigung des Chimborazo
- 1989: Rita von Falkenhain (Fernsehserie)
- 1989: Biała wizytówka (Fersehserie) [poln.]
- 1990: Schauspielereien (Fernsehreihe)
- 1991: Aerolina (Fernsehserie)
- 1991: Luv und Lee (Fernsehserie)
- 1992: Karl May (TV-Miniserie)
- 1992: Judith
- 1994: Liebling Kreuzberg (Fernsehserie, 1 Folge)
- 1996: Die Stadtindianer (Fernsehserie, 1 Folge)
- 1997: Verdammtes Glück

## Hörspiele
- 1967: Maxim Gorki: Feinde (Nikolai Strobotow) – Regie: Hans Dieter Mäde (Theater – Litera)
- 1984: Oscar Wilde: Der Fischer und seine Seele (1. Kaufmann) – Regie: Barbara Plensat (Hörspiel – Rundfunk der DDR)
- 1989: Heidrun Loeper: Der Prinz von Theben in Berlin (Börries von Münchhausen) – Regie: Barbara Plensat (Hörspiel – Rundfunk der DDR)